# Hauptplatz (Linz)

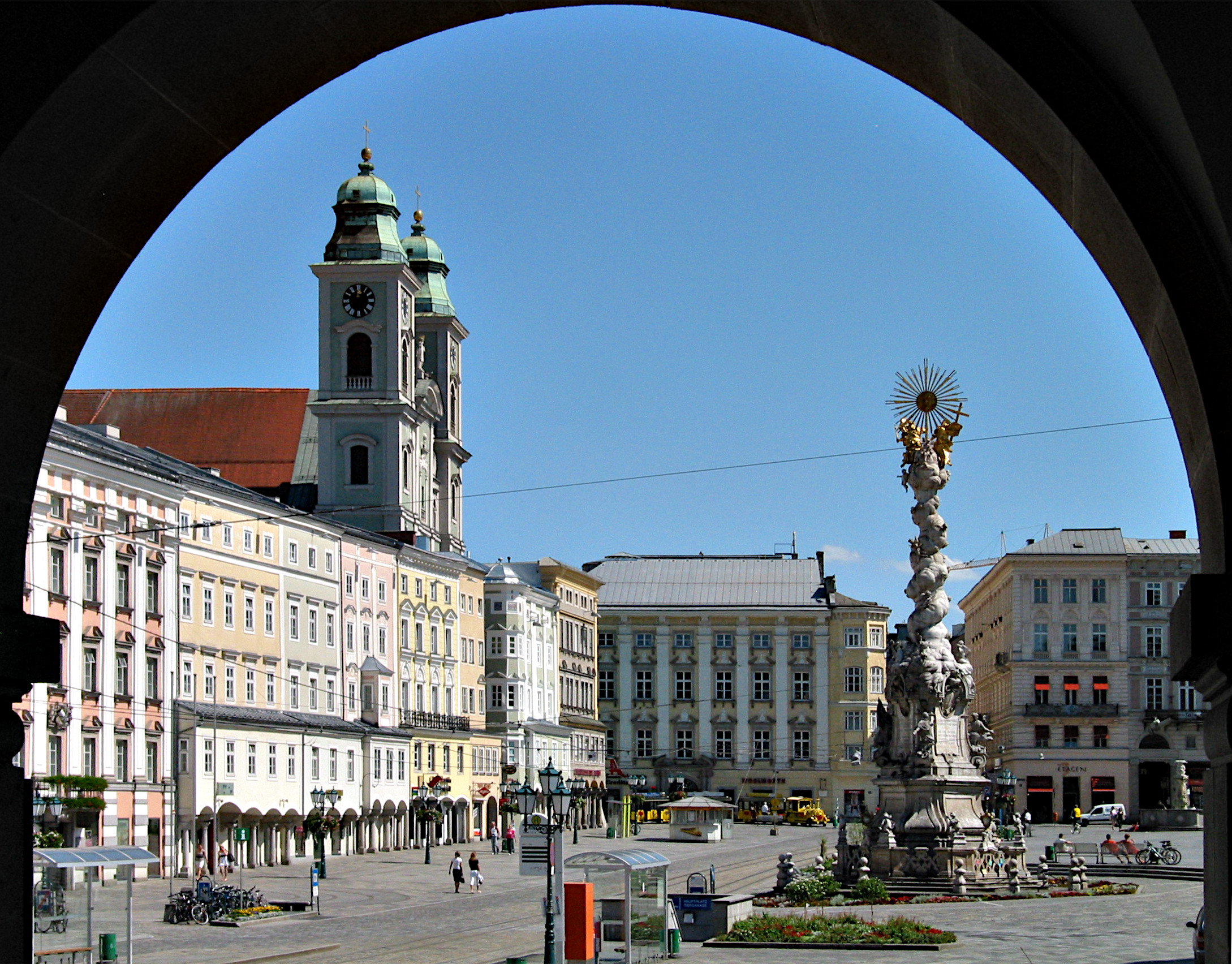
Hauptplatz von Linz mit Dreifaltigkeitssäule

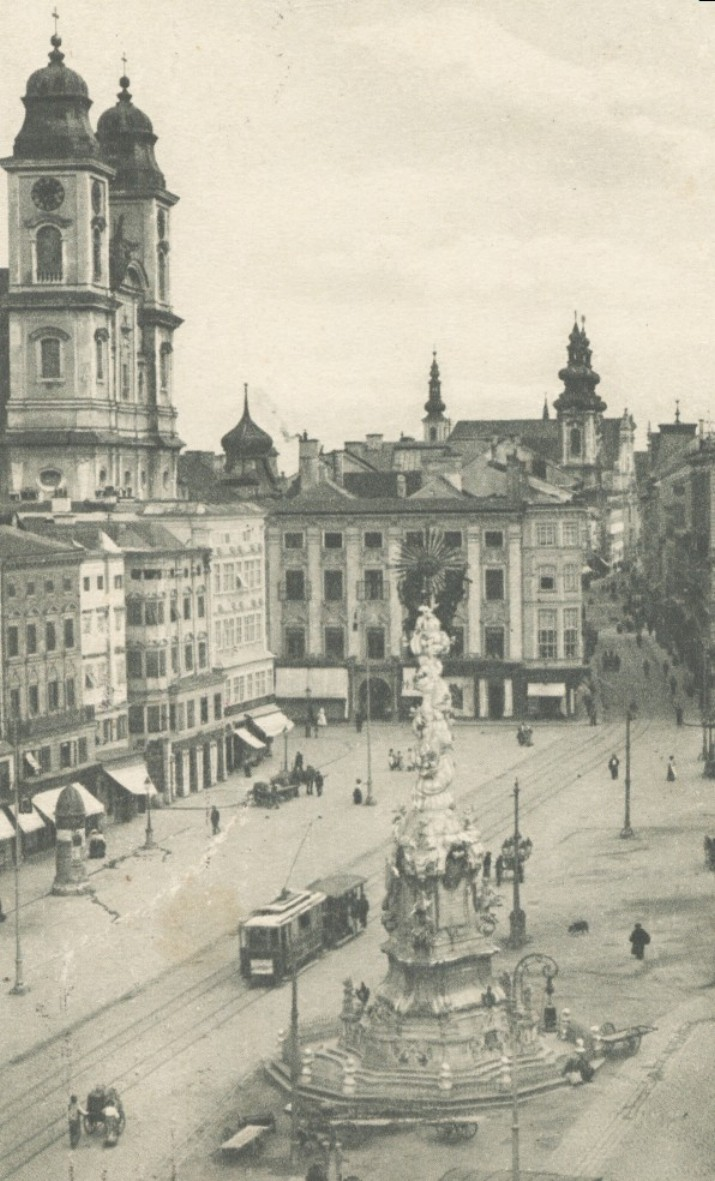
Der Hauptplatz im Jahr 1913. Links der Alte Dom, in der Mitte die Pestsäule, Blick Richtung Süden zur Schmidtorstraße und weiter zur Landstraße.

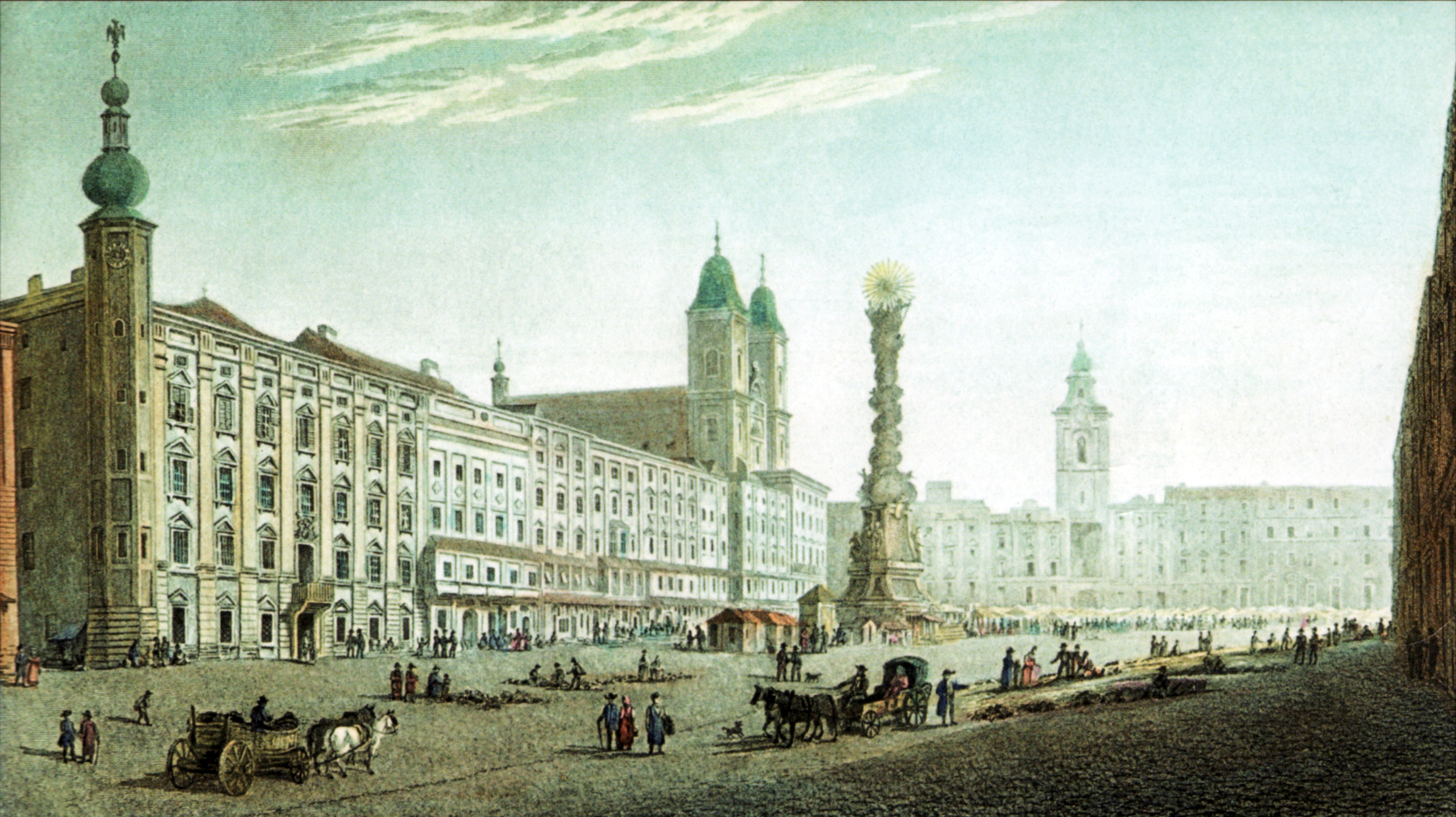
Ansicht von 1821. Rechts der Pestsäule ist noch der 1828 abgetragene Schmidtorturm zu sehen

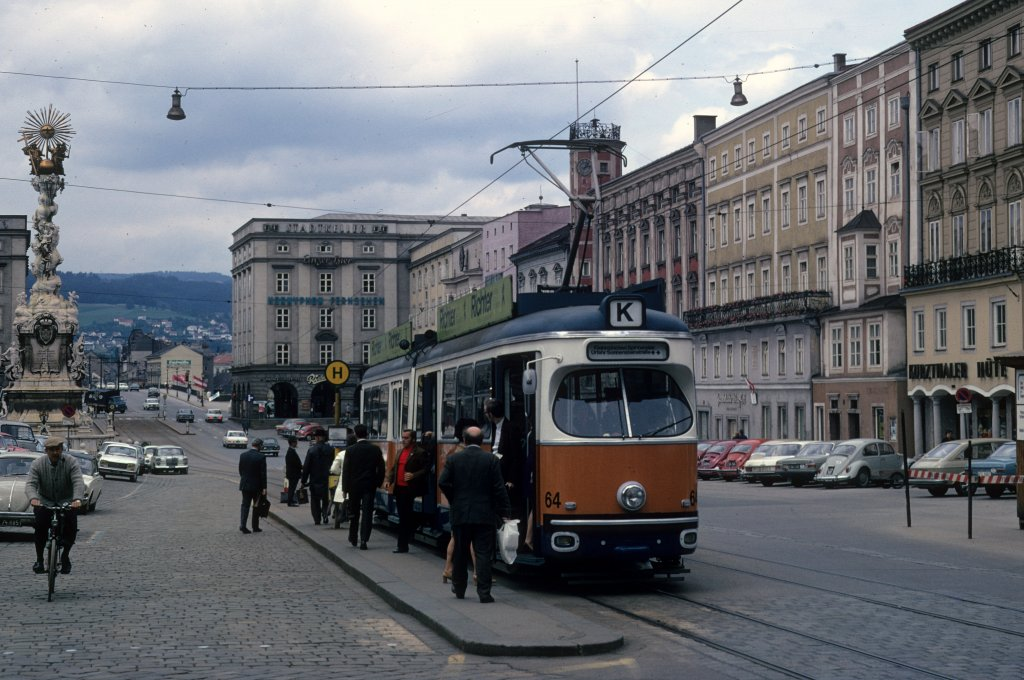
Vor Errichtung der Tiefgarage diente der Hauptplatz als Parkplatz (1971)

Der Linzer Hauptplatz ist das Stadtzentrum von Linz und mit 13.140 m² einer der größten umbauten Plätze Österreichs. Er wird nur durch eine Straße und die Gebäude am Brückenkopf von der Donau getrennt.

## Geschichte
Bei der Gründungsvermessung der Stadterweiterung im Jahre 1207 wurden die Stadteinfassung mit neuen Stadtmauern, der Hauptplatz und die Stadtpfarrkirche abgesteckt. Die Achsen betragen 145 und 255 Klafter, in Linz 1 Klafter = 1,83 m. Der Hauptplatz im Achspunkt der Stadt hat ein Verhältnis von 1:3 und die Längen der Diagonalen betragen 100 Klafter.
Der Hauptplatz wurde um 1230 angelegt und ist heute 219 m lang und 60 Meter breit (insgesamt 13.140 m² Fläche). Im Laufe seiner Geschichte trug der heutige Hauptplatz eine Vielzahl verschiedener Namen. Ursprünglich trug er den Namen An dem Markt, dies ist für 1338 belegt. Die Nordseite des Platzes an der Donau hieß Heubühel (1439). Im 15. Jahrhundert ist der Name Am Platz belegt, später der Name Großer Platz. Zu Beginn des 19. Jahrhunderts erfolgte die Umbenennung in Hauptplatz. 1873 wurde er zu Ehren Kaiser Franz Joseph I. Franz-Josephs-Platz benannt. Nach der Ausrufung der Ersten Republik am 12. November 1918 wurde der Platz in Erinnerung an dieses Datum Platz des 12. Novembers genannt. Im Austrofaschismus erfolgte die Rückbenennung auf Franz-Joseph-Platz (1934). Nach dem Anschluss wurde der Platz Adolf-Hitler-Platz genannt. 1945 erfolgte schließlich die bislang letzte Umbenennung in Hauptplatz.
Seit der Anlage wurden am Hauptplatz Jahrmärkte abgehalten, was dazu führte, dass die Grundstückspreise um den Platz relativ hoch waren. Daher wurden die Gebäude rund um den Platz mit schmalen Fassaden errichtet, die sich lange nach hinten erstreckten. Der Platz diente auch immer schon anderen Veranstaltungen mit regem Publikumsandrang. So soll hier am 25. Mai 1521 anlässlich der in Linz abgehaltenen Hochzeit von Erzherzog Ferdinand mit Anna von Ungarn das legendenhafte Losensteiner Turnier ausgetragen worden sein. Bis 1716 stand auch der Pranger am Hauptplatz, daneben wurden auch Hinrichtungen vollzogen.
Mit 26. Oktober 2024 wird der Hauptplatz zur Fußgängerzone umgestaltet.

## Bauwerke

### Ehemalige Gebäude und Bauwerke
Im Jahr 1828 wurde der Schmidtorturm am südlichen Eingang des Platzes abgetragen. Die alte Wasserapotheke stand 1872 einer Verbreiterung der Ausfahrt zu einer neuen Donaubrücke im Wege. Einer ihrer Besitzer war Nikolaus Johann van Beethoven, der jüngere Bruder Ludwig van Beethovens. Die heutige Wasserapotheke befindet sich in einem der 1947 fertiggestellten Brückenkopfgebäude.

### Heutige Gebäude und Bauwerke
Am Hauptplatz oder in unmittelbarer Nähe befinden sich einige wichtige Gebäude der Linzer Geschichte. Nach den diversen Stadtbränden veränderten fast alle Häuser ihre Fassadengestaltung, so dass manche Häuser jünger wirken, als sie eigentlich sind.

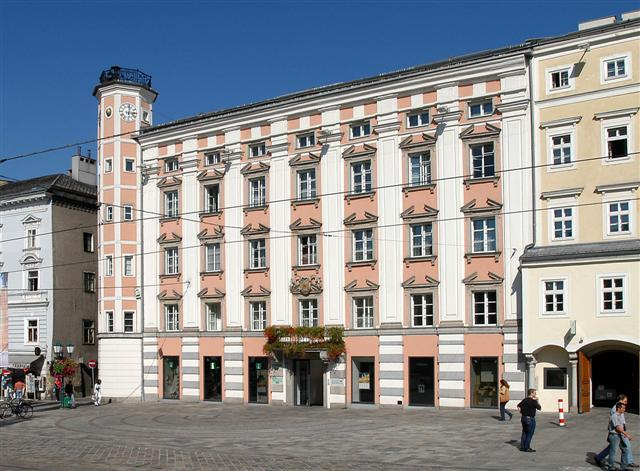
Altes Rathaus am Hauptplatz.

- Das Alte Rathaus ist bis heute Sitz des Linzer Bürgermeisters. Es wurde in den Jahren 1513–1514 errichtet und ersetzte eventuell einen Vorgängerbau, der beim Stadtbrand 1509 in Mitleidenschaft gezogen wurde. Das Stadtmuseum LinzGenesis befindet sich im Gebäude. Das Rathaus gibt dem östlich des Hauptplatzes liegenden Rathausviertel seinen Namen.
- Ein weiteres interessantes Haus ist das Feichtinger-Haus mit seinem berühmten Glockenspiel.
- Das Schmidtberger-Haus beziehungsweise Bankhaus Spängler erhielt für den gelungenen Umbau 2011 den Österreichischen Bauherrenpreis.
- Das Kirchmayr-Haus mit neobarocker Fassade wurde vom Baumeister Gustav Steinberger erbaut, welcher zahlreiche Bauten in Linz errichtet hat.
- Die beiden jüngsten Gebäude am Hauptplatz sind die Brückenkopfgebäude (mit breiten Granittreppen und L-förmigen Arkadengängen), die im Zuge des Baus der Nibelungenbrücke nach 1938 begonnen aber erst 1947 fertiggestellt wurden. Im rechten Brückenkopfgebäude (Finanzgebäude Ost) war bis 2009 das Finanzamt Linz untergebracht, welches in ein Bürohochhaus am Bahnhof übersiedelte. Im linken Gebäude (Finanzgebäude West) ist ein Teil der Linzer Kunstuniversität sowie eine Apotheke untergebracht. Beide Gebäude wiesen je einen Paternosteraufzug (1965 die einzigen in OÖ in Betrieb befindlichen) auf, mit Einzug der Kunstuniversität um 1980 wurde derjenige im Gebäude West außer Betrieb genommen.

### Dreifaltigkeitssäule
Die Dreifaltigkeitssäule ist eines der Wahrzeichen der Stadt. Sie wurde in den Jahren 1717–1723 vom Salzburger Steinmetz Sebastian Stumpfegger an der Stelle des damaligen Prangers errichtet. Anlass für die Errichtung war die abgewehrte Kriegsgefahr (1704), eine überstandene Feuersbrunst (1712) und das Ende einer Pestepidemie (1713).

### Sonstiges
- An der Fassade des Hauses Hauptplatz 10 verweist das Relief einer römischen Familie, Bruchstück einer römerzeitlichen Grabanlage aus dem 3. Jahrhundert, auf das ehemalige Kastell Lentia.

- Das Relief des Elefanten Soliman am Mittelgeschoß des Hauses Hauptplatz 21 ließ der damalige Hausbesitzer, Bürgermeister Jörg Hutter der Ältere, zur Erinnerung an den Zug des späteren Kaisers Maximilian II. mit seiner jungen Gemahlin Maria von Spanien und seinem Gefolge von Valladolid nach Wien im Jahr 1552 anbringen.[5]

- Den Neptunbrunnen schuf 1686–1690 der Bildhauer Johann Baptist Spatz als Ersatz für einen alten hölzernen Stadtbrunnen. Die namensgebende Neptunstatue ist heute verschollen. Der im Jahr 1872 vor das Landesgericht Linz in der Fadingerstraße versetzte oktogonale Brunnen wurde im Zuge der Neugestaltung des Hauptplatzes mit Fußgängerzone 1979 an seinen ursprünglichen Platz zurückgebracht. Zu diesem Anlass versah der Bildhauer Josef Huber die leeren Kartuschen an den Seitenwänden mit den Wappen der sieben landesfürstlichen Städte Linz, Steyr, Wels, Gmunden, Vöcklabruck, Freistadt und Enns.[6]

- Der Glockenring am Hauptplatz mit der Inschrift „1693“ erinnert an den Guss der größten Glocke der Linzer Stadtpfarrkirche, der „Kaiserin“, im Jahr 1693.

## Verkehr

### Öffentlicher Verkehr

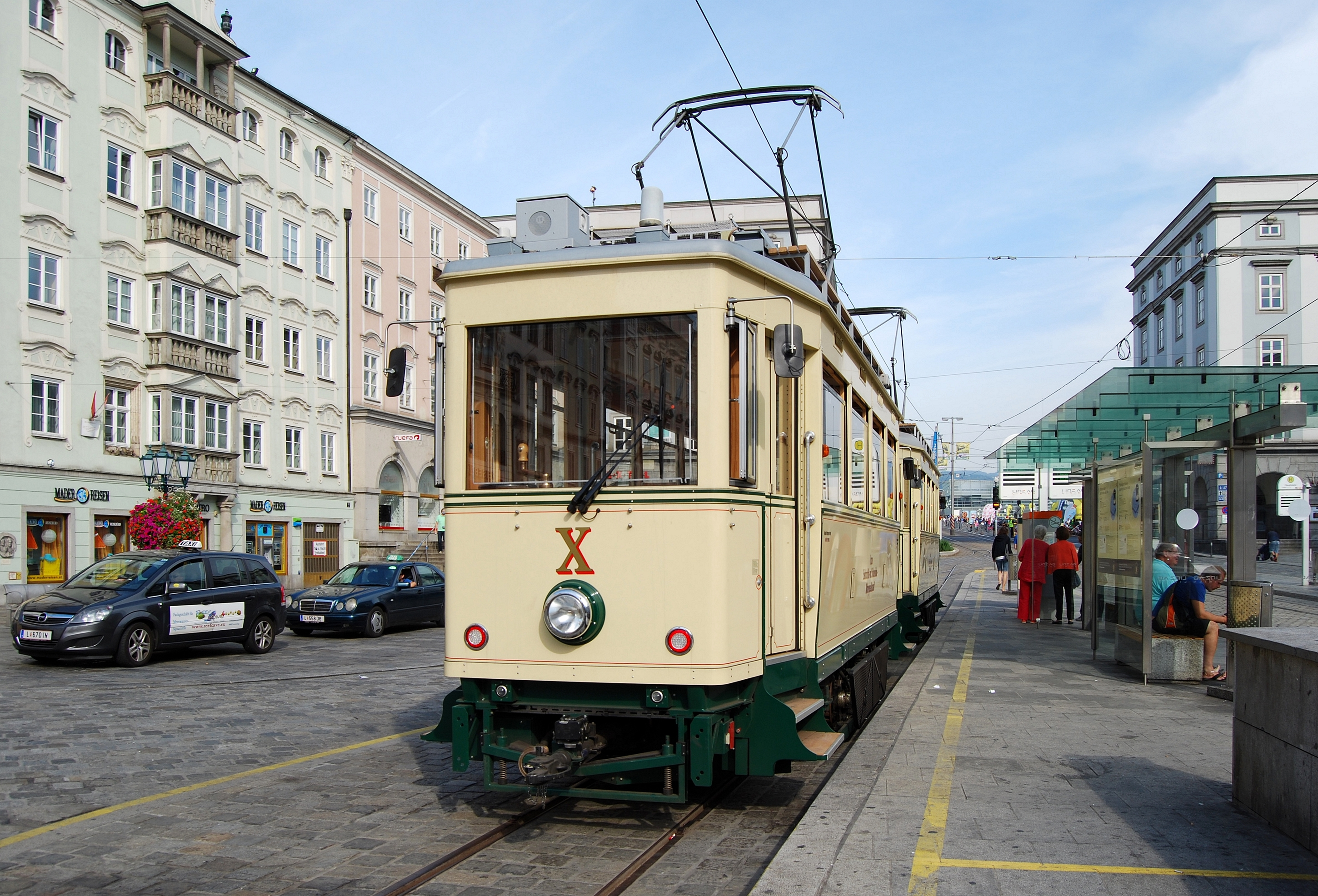
Die Pöstlingbergbahn in der Endstation Hauptplatz

- Die Linzer Straßenbahn hat ihre Trasse in der Mitte des Hauptplatzes. Aufgrund der Enge der Landstraße wurde erwogen, den bereits errichteten Tunnel beim Linzer Hauptbahnhof bis auf den Hauptplatz zu verlängern. Dem stehen – neben der ungesicherten Finanzierung – der Bunker und die Tiefgarage im Weg.

- Die Pöstlingbergbahn wurde 2009, rechtzeitig zum Kulturhauptstadtjahr, bis auf den Hauptplatz verlängert. Dies wurde durch eine Änderung der Spurweite auf 900 mm ermöglicht, so dass die Bahn die Gleise der Straßenbahn mitbenutzen kann. Am Hauptplatz musste darüber hinaus ein Rangiergleisstumpf errichtet werden. Durch diese Maßnahmen erhofften sich die Betreiber eine Steigerung der Fahrgastzahlen um 50–100 %.[7]

- Schon 1988 wurde am Hauptplatz (wieder) ein Weichenpaar eingebaut, das mit Zweirichtungswagen als Umkehr genutzt wird, damit bei einer fallweisen Gleissperre in der Innenstadt der Hauptplatz ab Urfahr noch bedient werden kann.

### Bunker und Tiefgarage
Unter dem Hauptplatz liegen umfangreiche Bunkeranlagen aus dem Zweiten Weltkrieg. Neben diesen wurde 1988 eine zwischen Bohrpfählen unter einer Betondecke bergmännisch errichtete Tiefgarage eröffnet, die 377 Stellplätze bietet. Die Garagenein- und -ausfahrt erfolgt über 2 Portale an der Brückenrampe zur Oberen Donaulände.

### Fuß- und Radverkehr
Als Verlängerung der Nibelungenbrücke bildet der Hauptplatz eine wichtige Achse für Radverkehr. Der Hauptplatz wurde mit dem Tiefgaragenbau um 1988 auch an der Oberfläche umgestaltet. In Betonbett verlegte Schuhplatten (etwa 20 × 25 cm große, oben flach-rechteckige, doch unten eher rundliche Steine, Elemente alter Gehsteigpflasterung) hielten der Belastung durch Kfz-Verkehr nicht stand und kippten in der Bettung. Der Platz vor dem Alten Rathaus wurde mit Halteverbot versehen und zum Abstellen von Kfz des Bürgermeisters und seiner Besucher genutzt. Brücke, Klosterstrasse und Rathausgasse blieben als Zufahrten für Kfz offen. Seit der Verordnung einer Fußgängerzone in der Hofgasse ist die Kfz-Ausfahrt nur zur Brücke hin möglich. Die wegen der Bunker höherliegende Fläche westlich der Gleisachse und vom Süden bis zur Pestsäule dient seit langem für Flohmärkte und als Veranstaltungsfläche und weist auch Schanigärten auf. Autos von der Klostergasse fahren östlich der Gleise zur Brücke. Östlich dieser Route liegt ebenso Fußgängerzone vor.
Die Stadtverwaltung verbot mit der Errichtung von Blumenbeeten an der gleisnahen Böschung Radfahren 1988 von der Pestsäule südwärts. Heute ist diese Relation für Radverkehr wieder in beiden Richtungen offen. Grobes, rumpelndes Pflaster am Steilstück zur Ampel wurde für Radfahrer später mit einem glatten Streifen Granitpflaster versehen. An der Ampelsäule zur Brücke wurde für wartende Radfahrer der erste Haltebügel montiert.
Fußgänger finden mit den Arkaden in den Brückenkopfgebäuden Regenschutz und breite Wege vor. Zwei Fußgängerübergänge führen über die Fahrbahnrampen zur Brücke. Fußgänger können alternativ ohne Wartezeit eine Unterführung an der Ostseite nutzen sowie einen Steg zum Donaupark.

## Märkte

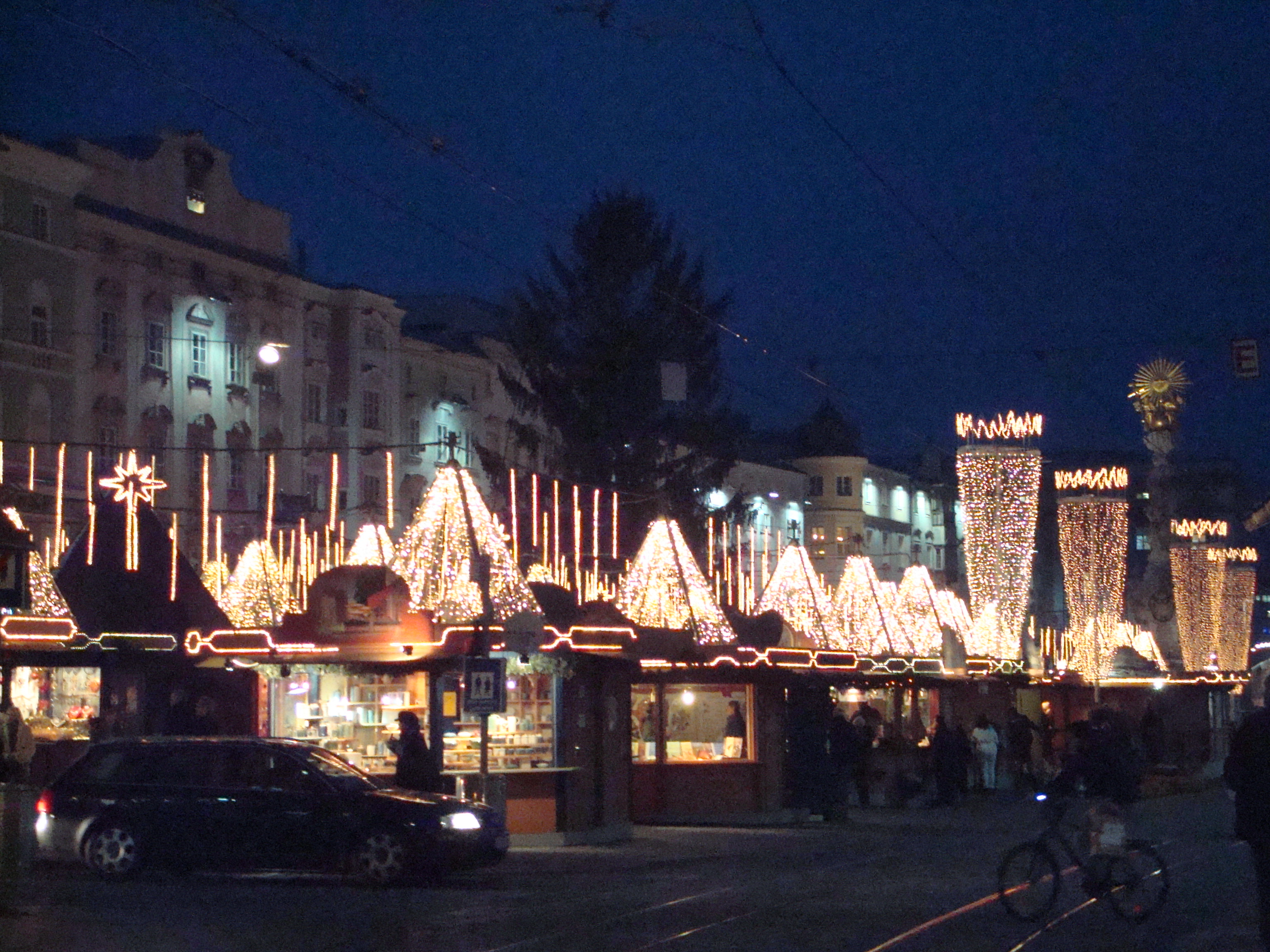
Christkindlmarkt am Hauptplatz

Jeden Freitag wird vormittags am Hauptplatz ein Wochenmarkt, der Bauernmarkt, abgehalten, jeden Samstag vormittags der Flohmarkt.
Von Mitte November bis Weihnachten findet der Linzer Christkindlmarkt hier statt.